# Haute commission alliée
La  Haute commission alliée (aussi connue sous le nom de Haute commission pour l'Allemagne occupée) fut créée le 21 septembre 1949 par les États-Unis, le Royaume-Uni et la France afin de réglementer et superviser le développement de l'ancienne trizone devenu la République fédérale d'Allemagne (appelée aussi, à l'époque : « Allemagne de l'Ouest »).

## Histoire
Elle fut créée après la rupture entre ces trois pays avec l'URSS en 1948 au sein du Conseil de contrôle allié qui siégeait alors à Berlin.
La commission s'installa à l'hôtel Petersberg près de Bonn et cessa ses fonctions, suivant les termes des conventions Bonn-Paris le 5 mai 1955.
Le statut d'occupation définissait les prérogatives des Alliés occidentaux vis-à-vis du gouvernement allemand et préservait le droit d'intervenir dans les domaines militaires, économiques ou de politique étrangère. Ces droits furent révisés par l'accord de Petersberg, signé plusieurs semaines plus tard.
Avec la création de la République fédérale et l'institution de la Haute commission, les postes de gouverneurs militaires furent supprimés. À leur place, les trois Alliés occidentaux nommèrent chacun un Haut Commissaire siégeant à la Haute commission.
Elle prend fin à la ratification des Accords de Paris en mai 1955, qui réinstaure la RFA dans sa souveraineté totale.

## Hauts commissaires
États-Unis
- 2 sep. 1949 - 1er août 1952 John J. McCloy
- 1er août 1952 - 11 déc. 1952 Walter J. Donnelly
- 11 déc. 1952 - 10 fév. 1953 Samuel Reber (interim)
- 10 fév. 1953 - 5 mai 1955 James B. Conant

Royaume-Uni
- 21 sep. 1949 - 24 juin 1950 Sir Brian Hubert Robertson
- 24 juin 1950 - 29 sep 1953 Sir Ivone Kirkpatrick
- 29 sep 1953 - 5 mai 1955 Sir Frederick Hoyer-Millar

France
- 21 sep 1949 - 5 mai 1955 André François-Poncet

## Source
- (en) Cet article est partiellement ou en totalité issu de l’article de Wikipédia en anglais intitulé « Allied High Commission » (voir la liste des auteurs).